# Vitesse initiale maximale
La vitesse initiale maximale fait partie des constantes cinétiques de la réaction enzymatique qu'elles caractérisent. Elle est symbolisée par vi max. La valeur de la vitesse maximale est déterminée en extrapolant à concentration infinie la valeur de la vitesse initiale de la réaction.
La vitesse initiale maximale vi max (dont l'unité est mol·L–1·s–1 comme toute réaction chimique) est égale au produit de la constante catalytique kcat de l'enzyme par la concentration totale [E]T  d'enzyme : Vmax = kcat · [E]T
Remarque: on trouve très souvent le symbole Vmax pour désigner cette grandeur, voire juste V , mais il est déconseillé car le symbole V désigne normalement un volume. Une vitesse est bien désignée par un v minuscule. Le fait de rajouter "i" en indice, avant le "max" permet de se rappeler qu'il s'agit bien d'une valeur particulière de la vitesse initiale de la réaction (donc déterminée en tout début de réaction).